# Melvin Manhoef
Melvin Manhoef (11 de mayo de 1976) es un kickboxer y artista marcial mixto neerlandés-surinamés.

## Primeros años
Manhoef nació en Paramaribo, Surinam. Cuando tenía tres años, su familia se trasladó a Róterdam, Países Bajos. Manhoef estuvo involucrado en el fútbol durante su juventud, y se introdujo en Muay Thai por su hermano menor, Moreno. Comenzó en el Rock Gym en Zaandam pero pronto se unió al Choku Gym de la misma ciudad y continuó la formación. A los dieciocho años tuvo su primera pelea, que ganó por decisión.

## Carrera como artista marcial mixto

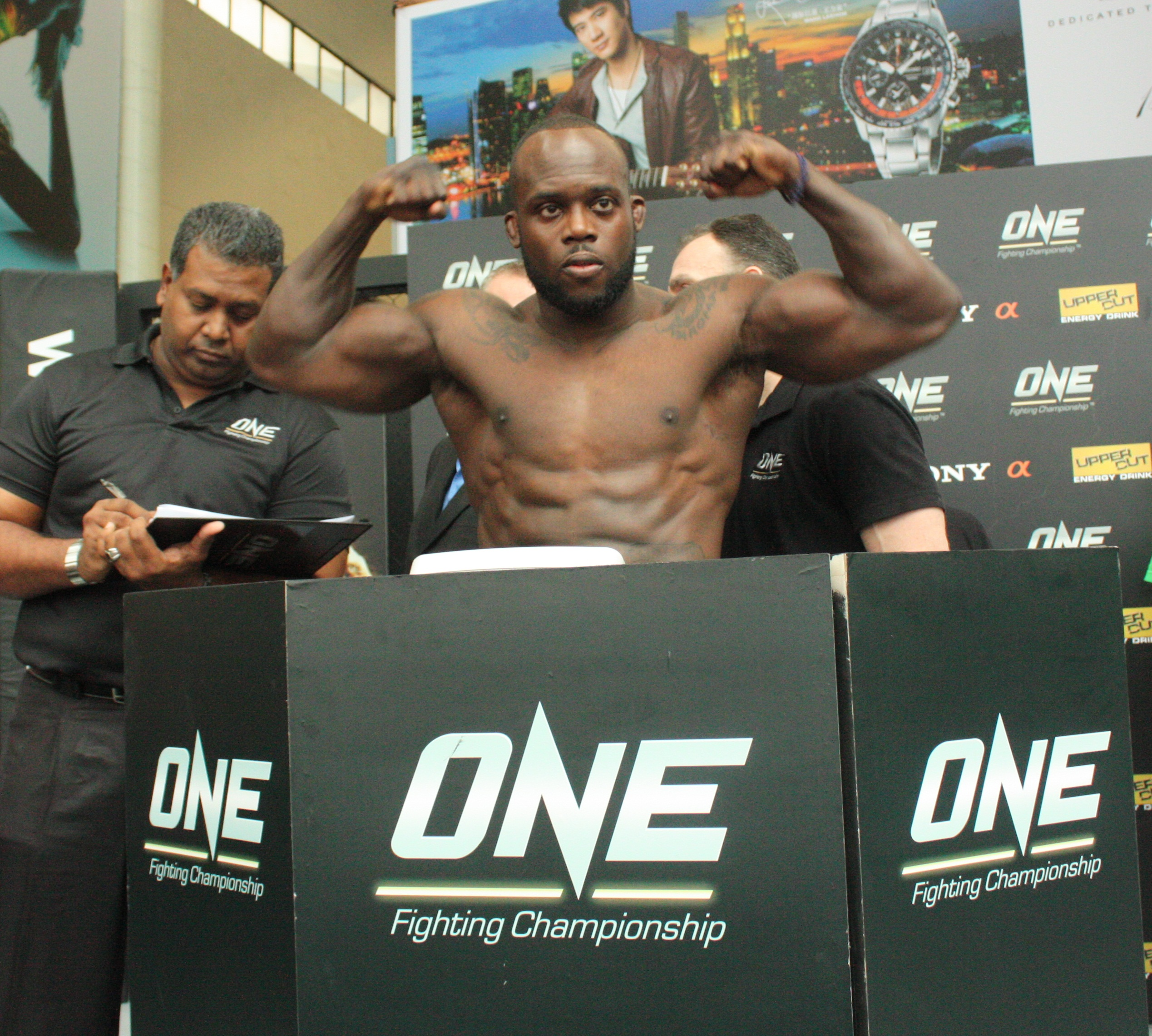
Manhoef en 2012.

En enero de 2012 se anunció que había firmado con ONE Fighting Championship y su primera pelea sería contra Renato Sobral en el evento principal de ONE FC 3. Sin embargo, Sobral se retiró de la pelea y Manhoef se enfrentó a Yoshiyuki Nakanishi. La pelea terminó en Sin resultado debido a una lesión accidental en la pierna de Manhoef en la ronda 1. En el mismo año, Manhoef ganó por nocaut a Ryo Kawamura el 6 de octubre de 2012, seguido de un rápido nocaut ante Denis Kang el 31 de diciembre de 2012.
Recientemente Manhoef estaba entrenando con la famosa Black House en los Estados Unidos, en donde ayudó a su compañero de equipo Lyoto Machida para una pelea con Dan Henderson. Manhoef esperaba abiertamente firmar con el UFC después de visitar el UFC 156 en Las Vegas y después de haber mantenido una reunión con Dana White.
En 2013, Manhoef se enfrentó al veterano peleador de UFC Brock Larson en ONE FC el 5 de abril. Después de controlar el standup y Larson literalmente huyendo de él, Larson ganó por decisión unánime. En el mismo año, perdió ante Mamed Khalidov en KSW 23 el 8 de junio.
Manhoef se enfrentó a Evangelista Santos en una revancha muy esperada en Gringo Super Fight 10 en una pelea por el título de peso wélter el 27 de abril de 2014. Manhoef ganó la pelea por nocaut técnico al comienzo de la primera ronda.

### Bellator MMA
El 21 de julio de 2014, Bellator MMA anunció oficialmente la contratación de Paul Daley junto con Manhoef. Manhoef debutó el 19 de septiembre de 2014 contra Doug Marshall en Bellator 125, en un combate de peso medio. Manhoef ganó la pelea por nocaut en la primera ronda.
Manhoef se enfrentó a Joe Schilling el 15 de noviembre de 2014 en Bellator 131. Manhoef perdió la pelea por nocaut en la segunda ronda.
El 13 de febrero de 2015, Manhoef se enfrentó a Alexander Shlemenko en Bellator 133. Manhoef perdió la pelea por nocaut en la segunda ronda.
El 20 de noviembre de 2015, Manhoef se enfrentó a Hisaki Kato en Bellator 146. Manhoef ganó la pelea por nocaut en la primera ronda.

## Carrera como kickboxer
Perdió ante Zabit Samedov por decisión unánime en las semifinales del torneo de 93 kg en Legend 2: Invasion en Moscú, Rusia el 9 de noviembre de 2013.
Se anunció durante la transmisión de Glory 15 que Manhoef sería uno de los ocho kickboxers que competirían en el torneo de peso medio de Glory 17 el 21 de junio de 2014. En el evento, Manhoef perdió ante Filip Verlinden por decisión mayoritaria.
El 25 de julio de 2014, Manhoef se enfrentó a César Córdoba en el evento International Fighting Championship. Manhoef perdió el combate por detención del árbitro, debido a los golpes de Córdoba.

## Campeonatos y logros

### Artes marciales mixtas
- Cage Rage Championships
  - Campeón de Peso Semipesado (Una vez)

- Gringo Super Fight
  - Campeón de Peso Wélter (Una vez, actual)

- DREAM
  - GP de Peso Medio (semifinalista)

- Hero's
  - Hero's 2006 de Peso Semipesado (finalista)

- Sherdog
  - Equipo más Violento (2012)[15]

### Kickboxing
- It's Showtime
  - Campeón Mundial 85 KG (Una vez, primero)

## Récord en artes marciales mixtas
| Resultado     | Récord      | Oponente             | Método                        | Evento                                          | Fecha                    | Ronda | Tiempo | Localización            | Notas                                                                                   |
| ------------- | ----------- | -------------------- | ----------------------------- | ----------------------------------------------- | ------------------------ | ----- | ------ | ----------------------- | --------------------------------------------------------------------------------------- |
| Derrota       | 32–17–1 (2) | Igor Tanabe          | Sumision (inverted heel hook) | Inoki Bom-Ba-Ye x Ganryujima                    | 28 de diciembre de 2022  | 1     | 1:58   | Sumida, Tokyo           | Peso pactado en (203 lb)                                                                |
| Derrota       | 32–16–1 (2) | Yoel Romero          | KO (Codazos)                  | Bellator 285                                    | 23 de septiembre de 2022 | 3     | 3:34   | Irlanda, Dublin         |                                                                                         |
| Derrota       | 32–15–1 (2) | Corey Anderson       | TKO (codazos y golpes)        | Bellator 251                                    | 5 de noviembre de 2020   | 2     | 2:34   | Uncasville, Connecticut |                                                                                         |
| Victoria      | 32–14–1 (2) | Yannick Bahati       | TKO (golpes)                  | Bellator 230                                    | 12 de octubre de 2019    | 1     | 2:29   | Milán                   |                                                                                         |
| Victoria      | 31–14–1 (2) | Kent Kauppinen       | Decisión (unánime)            | Bellator 223                                    | 22 de junio de 2019      | 3     | 5:00   | Londres                 |                                                                                         |
| Derrota       | 30–14–1 (2) | Rafael Carvalho      | KO (patada a la cabeza)       | Bellator 176                                    | 8 de abril de 2017       | 4     | 3:15   | Turín                   | Por el Campeonato de Peso Mediano de Bellator.                                          |
| Derrota       | 30–13–1 (2) | Rafael Carvalho      | Decisión (dividida)           | Bellator 155                                    | 20 de mayo de 2016       | 5     | 5:00   | Boise, Idaho            | Por el Campeonato de Peso Mediano de Bellator.                                          |
| Victoria      | 30–12–1 (2) | Hisaki Kato          | KO (golpe)                    | Bellator 146                                    | 20 de noviembre de 2015  | 1     | 3:43   | Thackerville, Oklahoma  |                                                                                         |
| Sin resultado | 29–12–1 (2) | Alexander Shlemenko  | Sin resultado                 | Bellator 133                                    | 13 de febrero de 2015    | 2     | 1:25   | Fresno, California      | Originalmente derrota por KO; Shlemenko dio positivo por altos niveles de testosterona. |
| Derrota       | 29–12–1 (1) | Joe Schilling        | KO (golpe)                    | Bellator 131                                    | 15 de noviembre de 2014  | 2     | 0:32   | San Diego, California   |                                                                                         |
| Victoria      | 29–11–1 (1) | Doug Marshall        | KO (golpe)                    | Bellator 125                                    | 19 de septiembre de 2014 | 1     | 1:45   | Fresno, California      |                                                                                         |
| Victoria      | 28–11–1 (1) | Evangelista Santos   | TKO (golpes)                  | Gringo Super Fight 10                           | 27 de abril de 2014      | 1     | 0:46   | Río de Janeiro          | Ganó el Campeonato de Peso Wélter de Gringo Super Fight.                                |
| Derrota       | 27–11–1 (1) | Mamed Khalidov       | Sumisión (guillotine choke)   | KSW 23                                          | 8 de junio de 2013       | 1     | 2:09   | Gdansk                  |                                                                                         |
| Derrota       | 27–10–1 (1) | Brock Larson         | Decisión (unánime)            | ONE FC: Kings and Champions                     | 5 de abril de 2013       | 3     | 5:00   | Singapur                |                                                                                         |
| Victoria      | 27–9–1 (1)  | Denis Kang           | TKO (rodillazo al cuerpo)     | DREAM 18                                        | 31 de diciembre de 2012  | 1     | 0:50   | Saitama                 |                                                                                         |
| Victoria      | 26–9–1 (1)  | Ryo Kawamura         | KO (golpe)                    | ONE FC: Rise of Kings                           | 6 de octubre de 2012     | 1     | 4:40   | Kallang                 |                                                                                         |
| Victoria      | 25–9–1 (1)  | Jae-Young Kim        | Decisión (dividida)           | Road FC 9: Beatdown                             | 15 de septiembre de 2012 | 3     | 5:00   | Wonju                   |                                                                                         |
| Sin resultado | 24–9–1 (1)  | Yoshiyuki Nakanishi  | Sin resultado                 | ONE FC: War of the Lions                        | 31 de marzo de 2012      | 1     | 2:08   | Kallang                 |                                                                                         |
| Derrota       | 24–9–1      | Tim Kennedy          | Sumisión (rear-naked choke)   | Strikeforce: Feijao vs. Henderson               | 5 de marzo de 2011       | 1     | 3:41   | Columbus, Ohio          |                                                                                         |
| Derrota       | 24–8–1      | Tatsuya Mizuno       | Sumisión (kimura)             | DREAM 15                                        | 10 de julio de 2010      | 1     | 7:23   | Saitama                 | DREAM GP de Peso Semipesado (Semifinal).                                                |
| Derrota       | 24–7–1      | Robbie Lawler        | KO (golpe)                    | Strikeforce: Miami                              | 30 de enero de 2010      | 1     | 3:33   | Sunrise, Florida        |                                                                                         |
| Victoria      | 24–6–1      | Kazuo Misaki         | TKO (golpes)                  | Dynamite!! 2009                                 | 31 de diciembre de 2009  | 1     | 1:49   | Saitama                 |                                                                                         |
| Derrota       | 23–6–1      | Paulo Filho          | Sumisión (armbar)             | DREAM 10                                        | 20 de julio de 2009      | 1     | 2:35   | Saitama                 |                                                                                         |
| Victoria      | 23–5–1      | Mark Hunt            | KO (golpes)                   | Dynamite!! 2008                                 | 31 de diciembre de 2008  | 1     | 0:18   | Saitama                 |                                                                                         |
| Derrota       | 22–5–1      | Gegard Mousasi       | Sumisión (triangle choke)     | DREAM 6                                         | 23 de septiembre de 2008 | 1     | 1:28   | Saitama                 | DREAM GP de Peso Medio (Semifinal).                                                     |
| Victoria      | 22–4–1      | Kazushi Sakuraba     | TKO (golpes)                  | DREAM 4                                         | 15 de junio de 2008      | 1     | 1:30   | Yokohama                | DREAM GP de Peso Medio (Cuartos de final).                                              |
| Victoria      | 21–4–1      | Dae-Won Kim          | TKO (rodillazos y golpes)     | DREAM 3                                         | 11 de mayo de 2008       | 1     | 4:08   | Saitama                 |                                                                                         |
| Victoria      | 20–4–1      | Yosuke Nishijima     | TKO (golpes)                  | K-1 PREMIUM 2007 Dynamite!!                     | 31 de diciembre de 2007  | 1     | 1:49   | Osaka                   |                                                                                         |
| Victoria      | 19–4–1      | Fábio Silva          | TKO (golpes)                  | Hero's 10                                       | 17 de septiembre de 2007 | 1     | 1:00   | Yokohama                |                                                                                         |
| Victoria      | 18–4–1      | Bernard Ackah        | KO (golpes)                   | Hero's 9                                        | 16 de julio de 2007      | 1     | 2:13   | Yokohama                |                                                                                         |
| Derrota       | 17–4–1      | Dong-Sik Yoon        | Sumisión (armbar)             | K-1 Dynamite!! USA                              | 2 de junio de 2007       | 2     | 1:17   | Los Ángeles, California |                                                                                         |
| Victoria      | 17–3–1      | Yoshiki Takahashi    | TKO (golpes)                  | Hero's 8                                        | 12 de marzo de 2007      | 1     | 2:36   | Nagoya                  |                                                                                         |
| Derrota       | 16–3–1      | Yoshihiro Akiyama    | Sumisión (armbar)             | Hero's 7                                        | 9 de octubre de 2006     | 1     | 1:58   | Yokohama                | Hero's GP 2006 de Peso Semipesado (Final).                                              |
| Victoria      | 16–2–1      | Shungo Oyama         | TKO (golpes)                  | Hero's 7                                        | 9 de octubre de 2006     | 1     | 1:04   | Yokohama                | Hero's GP 2006 de Peso Semipesado (Semifinal).                                          |
| Victoria      | 15–2–1      | Crosley Gracie       | TKO (golpes)                  | Hero's 6                                        | 5 de agosto de 2006      | 1     | 9:12   | Tokio                   | Hero's GP 2006 de Peso Semipesado (Cuartos de final).                                   |
| Victoria      | 14–2–1      | Ian Freeman          | KO (golpes)                   | Cage Rage 17                                    | 1 de julio de 2006       | 1     | 0:17   | Londres                 | Defendió el Campeonato Mundial de Peso Semipesado de Cage Rage.                         |
| Victoria      | 13–2–1      | Shungo Oyama         | TKO (corte)                   | Hero's 4                                        | 15 de marzo de 2006      | 1     | 2:51   | Tokio                   |                                                                                         |
| Victoria      | 12–2–1      | Evangelista Santos   | KO (golpes)                   | Cage Rage 15                                    | 4 de febrero de 2006     | 2     | 3:51   | Londres                 | Defendió el Campeonato Mundial de Peso Semipesado de Cage Rage.                         |
| Victoria      | 11–2–1      | Fábio Piamonte       | KO (golpes)                   | Cage Rage 13                                    | 10 de septiembre de 2005 | 1     | 0:51   | Londres                 | Ganó el Campeonato Mundial de Peso Semipesado de Cage Rage.                             |
| Victoria      | 10–2–1      | Paul Cahoon          | TKO (golpes)                  | CFC 4 Cage Carnage                              | 3 de julio de 2005       | 1     |        | Liverpool               |                                                                                         |
| Victoria      | 9–2–1       | Bob Schrijber        | Decisión (unánime)            | It's Showtime Boxing & MMA Event 2005 Amsterdam | 12 de junio de 2005      | 2     | 5:00   | Ámsterdam               |                                                                                         |
| Victoria      | 8–2–1       | Ladislav Zak         | TKO (parada del equipo)       | Queens Fight Night                              | 30 de abril de 2005      | 1     | 0:37   | Eindhoven               |                                                                                         |
| Victoria      | 7–2–1       | Matthias Riccio      | TKO (golpes)                  | Cage Rage 10                                    | 26 de febrero de 2005    | 1     | 3:01   | Londres                 |                                                                                         |
| Derrota       | 6–2–1       | Rodney Glunder       | KO (golpe)                    | It's Showtime 2004 Amsterdam                    | 20 de mayo de 2004       | 2     | 4:43   | Ámsterdam               |                                                                                         |
| Victoria      | 6–1–1       | Slavomir Molnar      | KO (golpes)                   | Heaven or Hell 4                                | 8 de abril de 2004       | 1     |        | Praga                   |                                                                                         |
| Victoria      | 5–1–1       | Alexandr Garkushenko | TKO (golpes)                  | 2H2H 13: Russia vs the World                    | 6 de abril de 2003       | 1     | 6:57   | San Petersburgo         |                                                                                         |
| Derrota       | 4–1–1       | Bob Schrijber        | TKO (golpes)                  | 2H2H 11: Simply the Best                        | 16 de marzo de 2003      | 1     | 4:01   | Róterdam                |                                                                                         |
| Victoria      | 4–0–1       | Mika Ilmen           | KO (golpe)                    | It's Showtime: As Usual                         | 29 de septiembre de 2002 | 1     | 0:35   | Haarlem                 |                                                                                         |
| Victoria      | 3–0–1       | Paul Cahoon          | TKO (parada del equipo)       | Rings Holland: Saved by the Bell                | 2 de junio de 2002       | 2     | 2:07   | Ámsterdam               |                                                                                         |
| Victoria      | 2–0–1       | Husein Cift          | KO (golpes)                   | Hoogwoud Free Fight Gala                        | 15 de diciembre de 2001  | 1     |        | Hoogwoud                |                                                                                         |
| Empate        | 1–0–1       | Rodney Glunder       | Empate                        | Rings Holland: The Kings of the Magic Ring      | 20 de junio de 1999      | 2     | 5:00   | Utrecht                 |                                                                                         |
| Victoria      | 1–0         | Jordy Jonkers        | TKO (golpe de palma)          | Battle of Amstelveen II                         | 2 de diciembre de 1995   | 2     | 3:37   | Amstelveen              |                                                                                         |

## Récord en kickboxing
47 Victorias (37 KOs), 14 Derrotas